# Relations entre la France et Saint-Marin
 (novembre 2018).
Les relations entre la France et Saint-Marin désignent les relations diplomatiques bilatérales s'exerçant entre deux pays européens, la République française et la Sérénissime république de Saint-Marin.
L'ambassadeur français en Italie représente également la France au Saint-Marin. La République de Saint-Marin dispose d'une ambassade en France.

## Histoire
Les relations entre les deux pays remontent au Directoire et aux guerres révolutionnaires en Italie. La République de Saint-Marin était une alliée de Bonaparte, comme en témoignent les accords commerciaux qu'elle a conclus avec les Etats satellites de la France révolutionnaire. Bonaparte admirait la résilience du peuple de Saint-Marin et refusa d'envahir le pays.

## Période contemporaine

### Soutien diplomatique
Lorsque la France présente des candidats dans les instances internationales dont Saint-Marin fait partie (comme le Conseil de l'Europe ou les Nations unies), Saint-Marin les soutient.

### Relations économiques
Les deux pays sont aujourd'hui liés par une convention fiscale. Saint-Marin et la France ont une monnaie commune, l'euro.

### Echanges culturels
Les deux pays sont majoritairement catholiques. 